# فرودگاه چاچوان
فرودگاه چاچوان (به انگلیسی: Chachoan Airport) (به زبان بومی: Aeropuerto Chachoan) یک فرودگاه همگانی با کد یاتا ATF است که یک باند فرود آسفالت دارد و طول باند آن ۱٬۹۲۵ * ۲۵ متر است. این فرودگاه در شهر آمباتو، اکوادور کشور اکوادور قرار دارد و در ارتفاع ۲۵۹۱ متری از سطح دریا واقع شده‌است.